# Medal Holmenkollen

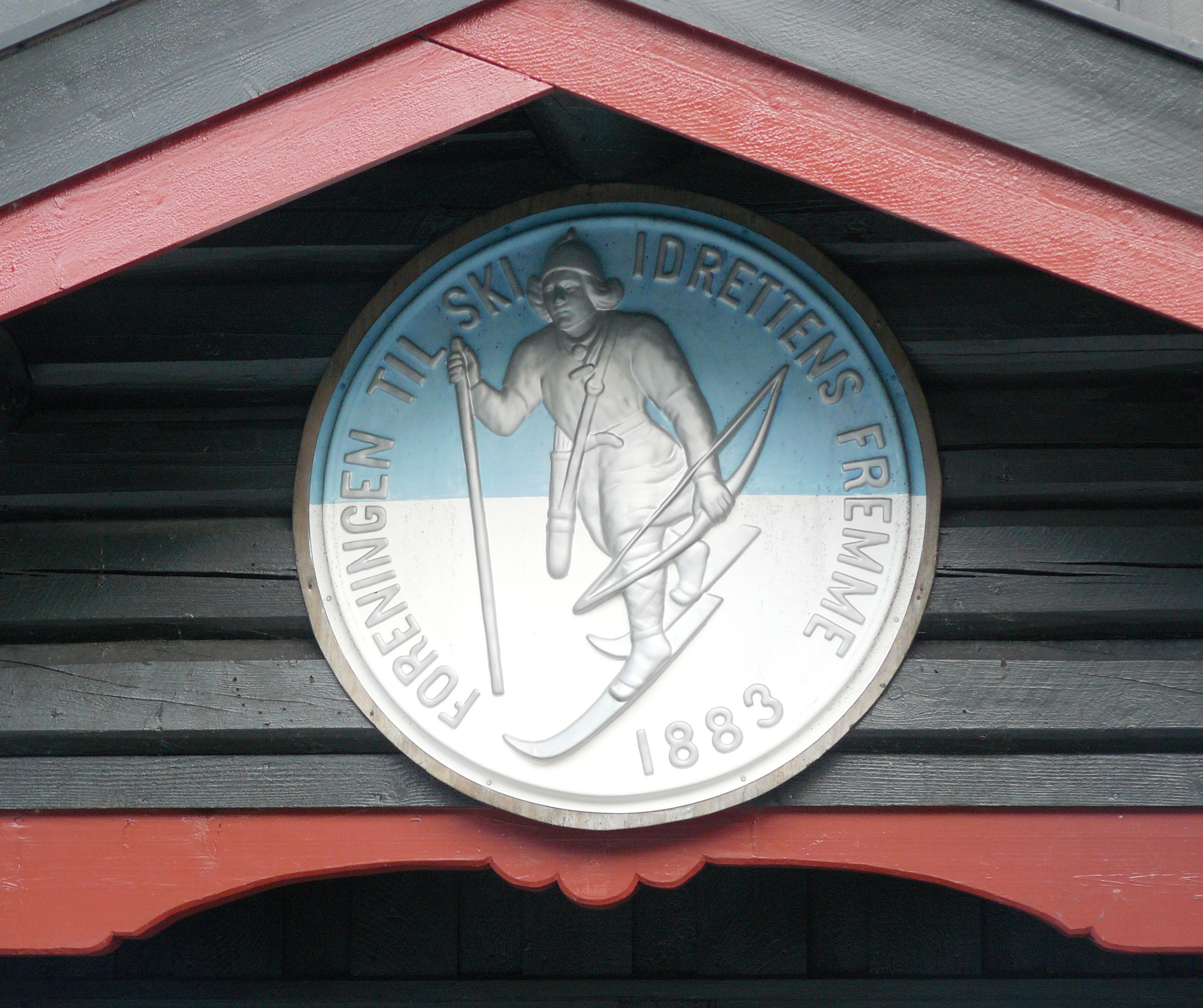
Logo Skiforeningen

Medal Holmenkollen (norw. Holmenkollmedaljen) – norweska nagroda dla zawodowych narciarzy przyznawana przez Związek Promocji Narciarstwa – Skiforeningen. Wyróżnieni nią zostają zawodnicy osiągający najlepsze wyniki na imprezach rangi mistrzostw świata, igrzysk olimpijskich oraz innych zawodach międzynarodowych (włączając w to „Tydzień Holmenkollen” – Holmenkollen Ski Festival). Pierwszy medal przyznano w 1895, a otrzymał go norweski dwuboista Viktor Thorn.
Nagroda ta jest najczęściej przyznawana zawodnikom konkurencji narciarstwa klasycznego. W 1952 medal otrzymał Stein Eriksen jako pierwszy z dwudziestu siedmiu osób nieuprawiających narciarstwa klasycznego. Pozostali to Szwed Ingemar Stenmark, Martin Fourcade, Marie Dorin Habert i Quentin Fillon Maillet z Francji, Michael Greis, Andrea Henkel i Magdalena Neuner z Niemiec, Białorusinka Darja Domraczawa, Finka Kaisa Mäkäräinen, Włoszka Dorothea Wierer, Haakon VII Norweski, Borghild Niskin, Inger Bjørnbakken, Astrid Sandvik, Olaf V Norweski, Erik Håker, Jacob Vaage, Harald V Norweski, królowa Sonja, Ole Einar Bjørndalen, Emil Hegle Svendsen, Tora Berger, Tarjei Bø, Astrid, Johannes Thingnes Bø, Tiril Eckhoff i Marte Olsbu Røiseland (wszyscy z Norwegii).
Według stanu na 2025 przyznano 198 medali, w tym 159 dla mężczyzn oraz 39 dla kobiet. Najwięcej laureatów tej nagrody pochodzi z Norwegii (123 osób), Finlandii (18 osób) oraz Niemiec (13 osób, wliczając reprezentantów RFN i NRD). Medalem Holmenkollen zostało wyróżnionych dwóch Polaków - Adam Małysz w 2001 roku i Kamil Stoch w 2015.

## Lista nagrodzonych
| Rok  | Wyróżnieni                                                                        | Kraj                                                                       |
| ---- | --------------------------------------------------------------------------------- | -------------------------------------------------------------------------- |
| 1895 | Viktor Thorn                                                                      | Norwegia                                                                   |
| 1897 | Asbjørn Nilssen                                                                   | Norwegia                                                                   |
| 1899 | Paul Braaten, Robert Pehrson                                                      | Obaj z Norwegii                                                            |
| 1901 | Aksel Refstad                                                                     | Norwegia                                                                   |
| 1903 | Karl Hovelsen                                                                     | Norwegia                                                                   |
| 1904 | Harald Smith                                                                      | Norwegia                                                                   |
| 1905 | Jonas Holmen                                                                      | Norwegia                                                                   |
| 1907 | Per Bakken                                                                        | Norwegia                                                                   |
| 1908 | Einar Kristiansen                                                                 | Norwegia                                                                   |
| 1909 | Thorvald Hansen                                                                   | Norwegia                                                                   |
| 1910 | Lauritz Bergendahl                                                                | Norwegia                                                                   |
| 1911 | Otto Tangen, Knut Holst                                                           | Obaj z Norwegii                                                            |
| 1912 | Olav Bjaaland                                                                     | Norwegia                                                                   |
| 1914 | Johan Kristoffersen                                                               | Norwegia                                                                   |
| 1915 | Sverre Østbye                                                                     | Norwegia                                                                   |
| 1916 | Lars Høgvold                                                                      | Norwegia                                                                   |
| 1918 | Hans Horn, Jørgen Hansen                                                          | Obaj z Norwegii                                                            |
| 1919 | Thorleif Haug, Otto Aasen                                                         | Obaj z Norwegii                                                            |
| 1923 | Thoralf Strømstad                                                                 | Norwegia                                                                   |
| 1924 | Harald Økern, Johan Grøttumsbråten                                                | Obaj z Norwegii                                                            |
| 1925 | Einar Landvik                                                                     | Norwegia                                                                   |
| 1926 | Jacob Tullin Thams                                                                | Norwegia                                                                   |
| 1927 | Hagbart Haakonsen, Einar Lindboe                                                  | Obaj z Norwegii                                                            |
| 1928 | Torjus Hemmestveit, Mikkjel Hemmestveit                                           | Obaj z Norwegii                                                            |
| 1931 | Hans Vinjarengen, Ole Stenen                                                      | Obaj z Norwegii                                                            |
| 1934 | Oddbjørn Hagen                                                                    | Norwegia                                                                   |
| 1935 | Arne Rustadstuen                                                                  | Norwegia                                                                   |
| 1937 | Olaf Hoffsbakken, Birger Ruud, Martin Peder Vangli                                | Wszyscy z Norwegii                                                         |
| 1938 | Reidar Andersen, Johan R. Henriksen                                               | Obaj z Norwegii                                                            |
| 1939 | Sven Selånger, Lars Bergendahl, Trygve Brodahl                                    | Szwecja (Selånger), pozostali z Norwegii                                   |
| 1940 | Oscar Gjøslien, Annar Ryen                                                        | Obaj z Norwegii                                                            |
| 1947 | Elling Rønes                                                                      | Norwegia                                                                   |
| 1948 | Asbjørn Ruud                                                                      | Norwegia                                                                   |
| 1949 | Sigmund Ruud                                                                      | Norwegia                                                                   |
| 1950 | Olav Økern                                                                        | Norwegia                                                                   |
| 1951 | Simon Slåttvik                                                                    | Norwegia                                                                   |
| 1952 | Stein Eriksen, Torbjørn Falkanger, Heikki Hasu, Nils Karlsson                     | Norwegia (Eriksen oraz Falkanger), Finlandia, Szwecja                      |
| 1953 | Magnar Estenstad                                                                  | Norwegia                                                                   |
| 1954 | Martin Stokken                                                                    | Norwegia                                                                   |
| 1955 | Haakon VII Norweski, Hallgeir Brenden, Veikko Hakulinen, Sverre Stenersen         | Finlandia (Hakulinen), pozostali z Norwegii                                |
| 1956 | Borghild Niskin, Arnfinn Bergmann, Arne Hoel                                      | Wszyscy z Norwegii                                                         |
| 1957 | Eero Kolehmainen                                                                  | Finlandia                                                                  |
| 1958 | Inger Bjørnbakken, Håkon Brusveen                                                 | Oboje z Norwegii                                                           |
| 1959 | Gunder Gundersen                                                                  | Norwegia                                                                   |
| 1960 | Helmut Recknagel, Sixten Jernberg, Sverre Stensheim, Tormod Knutsen               | NRD (Recknagel), Szwecja (Jernberg), pozostali z Norwegii                  |
| 1961 | Harald Grønningen                                                                 | Norwegia                                                                   |
| 1962 | Toralf Engan                                                                      | Norwegia                                                                   |
| 1963 | Alewtina Kołczina, Paweł Kołczin, Astrid Sandvik, Torbjørn Yggeseth               | Związek Radziecki (Kołczina i Kołczin), pozostali z Norwegii               |
| 1964 | Veikko Kankkonen, Eero Mäntyranta, Georg Thoma, Halvor Næs                        | Finlandia (Kankkonen i Mäntyranta), Niemcy (Thoma), Norwegia (Næs)         |
| 1965 | Arto Tiainen, Bengt Eriksson, Arne Larsen                                         | Finlandia, Szwecja, Norwegia                                               |
| 1967 | Toini Gustafsson, Ole Ellefsæter                                                  | Szwecja, Norwegia                                                          |
| 1968 | Olaf V Norweski, Assar Rönnlund, Gjermund Eggen, Bjørn Wirkola                    | Szwecja (Rönnlund), pozostali z Norwegii                                   |
| 1969 | Odd Martinsen                                                                     | Norwegia                                                                   |
| 1970 | Pål Tyldum                                                                        | Norwegia                                                                   |
| 1971 | Marjatta Kajosmaa, Berit Mørdre Lammedal, Reidar Hjermstad                        | Finlandia (Kajosmaa), pozostali z Norwegii                                 |
| 1972 | Rauno Miettinen, Magne Myrmo                                                      | Finlandia, Norwegia                                                        |
| 1973 | Einar Bergsland, Ingolf Mork, Franz Keller                                        | Niemcy (Keller), pozostali z Norwegii                                      |
| 1974 | Juha Mieto                                                                        | Finlandia                                                                  |
| 1975 | Gerhard Grimmer, Oddvar Brå, Ivar Formo                                           | NRD (Grimmer), pozostali z Norwegii                                        |
| 1976 | Ulrich Wehling                                                                    | NRD                                                                        |
| 1977 | Helena Takalo, Hilkka Kuntola, Walter Steiner                                     | Szwajcaria (Steiner), pozostali z Finlandii                                |
| 1979 | Ingemar Stenmark, Erik Håker, Raisa Smietanina                                    | Szwecja, Norwegia, Związek Radziecki                                       |
| 1980 | Thomas Wassberg                                                                   | Szwecja                                                                    |
| 1981 | Johan Sætre                                                                       | Norwegia                                                                   |
| 1983 | Berit Aunli, Tom Sandberg                                                         | Oboje z Norwegii                                                           |
| 1984 | Lars Erik Eriksen, Jacob Vaage, Armin Kogler                                      | Austria (Kogler), pozostali z Norwegii                                     |
| 1985 | Anette Bøe, Per Bergerud, Gunde Svan                                              | Szwecja (Svan), pozostali z Norwegii                                       |
| 1986 | Britt Pettersen                                                                   | Norwegia                                                                   |
| 1987 | Matti Nykänen, Hermann Weinbuch                                                   | Finlandia, Niemcy                                                          |
| 1989 | Marja-Liisa Kirvesniemi                                                           | Finlandia                                                                  |
| 1991 | Vegard Ulvang, Trond Einar Elden, Ernst Vettori, Jens Weißflog                    | Norwegia (Ulvang, Elden), Austria (Vettori), Niemcy (Weißflog)             |
| 1992 | Jelena Välbe                                                                      | Rosja                                                                      |
| 1993 | Emil Kvanlid                                                                      | Norwegia                                                                   |
| 1994 | Lubow Jegorowa, Władimir Smirnow, Espen Bredesen                                  | Rosja, Kazachstan, Norwegia                                                |
| 1995 | Kenji Ogiwara                                                                     | Japonia                                                                    |
| 1996 | Manuela Di Centa                                                                  | Włochy                                                                     |
| 1997 | Bjarte Engen Vik, Stefania Belmondo, Bjørn Dæhlie                                 | Włochy (Belmondo), pozostali z Norwegii                                    |
| 1998 | Fred Børre Lundberg, Łarisa Łazutina, Aleksiej Prokurorow, Harri Kirvesniemi      | Norwegia (Lundberg), Rosja (Łazutina, Prokurorow), Finlandia (Kirvesniemi) |
| 1999 | Kazuyoshi Funaki                                                                  | Japonia                                                                    |
| 2001 | Adam Małysz, Bente Skari, Thomas Alsgaard                                         | Polska (Małysz), pozostali z Norwegii                                      |
| 2003 | Felix Gottwald, Ronny Ackermann                                                   | Austria, Niemcy                                                            |
| 2004 | Julija Czepałowa                                                                  | Rosja                                                                      |
| 2005 | Andrus Veerpalu                                                                   | Estonia                                                                    |
| 2007 | Simon Ammann, Frode Estil, Odd-Bjørn Hjelmeset, Harald V Norweski, królowa Sonja  | Szwajcaria (Ammann), pozostali z Norwegii                                  |
| 2010 | Marit Bjørgen                                                                     | Norwegia                                                                   |
| 2011 | Janne Ahonen, Ole Einar Bjørndalen, Michael Greis, Andrea Henkel                  | Finlandia (Ahonen), Norwegia (Bjørndalen), pozostali z Niemiec             |
| 2012 | Magdalena Neuner, Emil Hegle Svendsen                                             | Niemcy, Norwegia                                                           |
| 2013 | Tora Berger, Martin Fourcade, Therese Johaug, Gregor Schlierenzauer               | Norwegia, Francja, Norwegia, Austria                                       |
| 2014 | Darja Domraczawa, Eric Frenzel, Magnus Moan, Thomas Morgenstern                   | Białoruś, Niemcy, Norwegia, Austria                                        |
| 2015 | Kamil Stoch, Anders Bardal, Anette Sagen, Eldar Rønning                           | Polska (Stoch), pozostali z Norwegii.                                      |
| 2016 | Noriaki Kasai, Tarjei Bø                                                          | Japonia, Norwegia                                                          |
| 2017 | Marie Dorin Habert, Sara Takanashi                                                | Francja, Japonia                                                           |
| 2018 | Charlotte Kalla, Astrid, Hannu Manninen, Kaisa Mäkäräinen                         | Szwecja, Norwegia, Finlandia                                               |
| 2021 | Maren Lundby, Johannes Thingnes Bø, Dario Cologna, Johannes Rydzek                | Norwegia (Lundby, Thingnes Bø), Szwajcaria, Niemcy                         |
| 2022 | Tiril Eckhoff, Marte Olsbu Røiseland, Johannes Høsflot Klæbo, Jørgen Graabak      | Wszyscy z Norwegii                                                         |
| 2023 | Maiken Caspersen Falla, Stefan Kraft                                              | Norwegia, Austria                                                          |
| 2024 | Jessica Diggins, Simen Hegstad Krüger, Jarl Magnus Riiber                         | Stany Zjednoczone, pozostali z Norwegii.                                   |
| 2025 | Iivo Niskanen, Peter Prevc, Akito Watabe, Dorothea Wierer, Quentin Fillon Maillet | Finlandia, Słowenia, Japonia, Włochy, Francja                              |